# ديربان
ديربان أو دِربان أو دُربان هي ثالث أكبر مدينة من حيث عدد السكان في جنوب أفريقيا، وأكبر مدينة في محافظة كوازولو ناتال.
ويوجد بها جامعة ديربان و المركز الدولي للدعوة الإسلامية ومعهد السلام لتخريج الدعاة (IPCI) الذين أسسهما الشيخ أحمد ديدات عام 1959 م.

## المناخ
يظهر الجدول التالي التغييرات المناخية على مدار السنة لديربان:
| البيانات المناخية لـديربان                   | البيانات المناخية لـديربان | البيانات المناخية لـديربان | البيانات المناخية لـديربان | البيانات المناخية لـديربان | البيانات المناخية لـديربان | البيانات المناخية لـديربان | البيانات المناخية لـديربان | البيانات المناخية لـديربان | البيانات المناخية لـديربان | البيانات المناخية لـديربان | البيانات المناخية لـديربان | البيانات المناخية لـديربان | البيانات المناخية لـديربان |
| الشهر                                        | يناير                      | فبراير                     | مارس                       | أبريل                      | مايو                       | يونيو                      | يوليو                      | أغسطس                      | سبتمبر                     | أكتوبر                     | نوفمبر                     | ديسمبر                     | المعدل السنوي              |
| -------------------------------------------- | -------------------------- | -------------------------- | -------------------------- | -------------------------- | -------------------------- | -------------------------- | -------------------------- | -------------------------- | -------------------------- | -------------------------- | -------------------------- | -------------------------- | -------------------------- |
| الدرجة القصوى °م (°ف)                        | 36.2 (97.2)                | 33.9 (93.0)                | 34.8 (94.6)                | 36.0 (96.8)                | 33.8 (92.8)                | 35.7 (96.3)                | 33.8 (92.8)                | 35.9 (96.6)                | 36.9 (98.4)                | 40.0 (104.0)               | 33.5 (92.3)                | 35.9 (96.6)                | 40.0 (104.0)               |
| الحد الأقصى المتوسط °م (°ف)                  | 32.6 (90.7)                | 31.7 (89.1)                | 32.0 (89.6)                | 30.4 (86.7)                | 30.2 (86.4)                | 28.8 (83.8)                | 28.9 (84.0)                | 29.7 (85.5)                | 30.3 (86.5)                | 30.5 (86.9)                | 30.6 (87.1)                | 32.0 (89.6)                | 34.5 (94.1)                |
| متوسط درجة الحرارة الكبرى °م (°ف)            | 27.8 (82.0)                | 28.0 (82.4)                | 27.7 (81.9)                | 26.1 (79.0)                | 24.5 (76.1)                | 23.0 (73.4)                | 22.6 (72.7)                | 22.8 (73.0)                | 23.3 (73.9)                | 24.0 (75.2)                | 25.2 (77.4)                | 26.9 (80.4)                | 25.2 (77.4)                |
| المتوسط اليومي °م (°ف)                       | 24.1 (75.4)                | 24.3 (75.7)                | 23.7 (74.7)                | 21.6 (70.9)                | 19.1 (66.4)                | 16.6 (61.9)                | 16.5 (61.7)                | 17.7 (63.9)                | 19.2 (66.6)                | 20.1 (68.2)                | 21.4 (70.5)                | 23.1 (73.6)                | 20.6 (69.1)                |
| متوسط درجة الحرارة الصغرى °م (°ف)            | 21.1 (70.0)                | 21.1 (70.0)                | 20.3 (68.5)                | 17.4 (63.3)                | 13.8 (56.8)                | 10.6 (51.1)                | 10.5 (50.9)                | 12.5 (54.5)                | 15.3 (59.5)                | 16.8 (62.2)                | 18.3 (64.9)                | 20.0 (68.0)                | 16.5 (61.7)                |
| الحد الأدنى المتوسط °م (°ف)                  | 17.3 (63.1)                | 17.1 (62.8)                | 16.1 (61.0)                | 12.1 (53.8)                | 8.7 (47.7)                 | 5.9 (42.6)                 | 5.8 (42.4)                 | 7.3 (45.1)                 | 10.0 (50.0)                | 11.9 (53.4)                | 13.8 (56.8)                | 15.9 (60.6)                | 5.3 (41.5)                 |
| أدنى درجة حرارة °م (°ف)                      | 14.0 (57.2)                | 13.3 (55.9)                | 11.6 (52.9)                | 8.6 (47.5)                 | 4.9 (40.8)                 | 3.5 (38.3)                 | 2.6 (36.7)                 | 2.6 (36.7)                 | 4.5 (40.1)                 | 8.3 (46.9)                 | 10.3 (50.5)                | 11.8 (53.2)                | 2.6 (36.7)                 |
| معدل هطول الأمطار مم (إنش)                   | 134 (5.3)                  | 113 (4.4)                  | 120 (4.7)                  | 73 (2.9)                   | 59 (2.3)                   | 38 (1.5)                   | 39 (1.5)                   | 62 (2.4)                   | 73 (2.9)                   | 98 (3.9)                   | 108 (4.3)                  | 102 (4.0)                  | 1٬019 (40.1)               |
| متوسط الأيام الممطرة (≥ 0.1 mm)              | 15.2                       | 12.9                       | 12.6                       | 9.2                        | 6.8                        | 4.5                        | 4.9                        | 7.1                        | 11.0                       | 15.1                       | 16.0                       | 15.0                       | 130.3                      |
| متوسط الرطوبة النسبية (%)                    | 80                         | 80                         | 80                         | 78                         | 76                         | 72                         | 72                         | 75                         | 77                         | 78                         | 79                         | 79                         | 77                         |
| ساعات سطوع الشمس الشهرية                     | 184.0                      | 178.8                      | 201.6                      | 206.4                      | 223.6                      | 224.9                      | 230.4                      | 217.0                      | 173.3                      | 169.4                      | 166.1                      | 189.9                      | 2٬365٫4                    |
| المصدر #1: World Meteorological Organization |                            |                            |                            |                            |                            |                            |                            |                            |                            |                            |                            |                            |                            |
| المصدر #2: NOAA (sun, extremes and humidity) |                            |                            |                            |                            |                            |                            |                            |                            |                            |                            |                            |                            |                            |

## توأمة
لديربان اتفاقيات توأمة مع كل من:
- نيو أورلينز (2003 - )[32]
- ليدز [الإنجليزية]‏ [33]
- إيلات
- غوانزو (2000 - )[34]
- وهران [35]
- بولاوايو [35]
- دايجون (2011 - )[36]
- مابوتو [35]
- ليبرفيل [35]
- ماراكايبو [37]
- الإسكندرية [38]
- شيكاغو (1997 - )[39]
- كوريتيبا [40]
- ريو دي جانيرو
- نانت (2004 - )[41]
- أنتويرب
- جوهانسبرغ
- بريمن [42]
- لو بورت [الإنجليزية]‏ [43]
- مومباسا (2012 - )[44]
- روتردام (1991 - )[45]

## أعلام
- ماكبيث سيبايا
- ريغي والكر
- سيبونيسو غاكسا
- سيابونغا نومفيتي
- سيد أتكينسون
- توماس بينز
- آلان باتون
- مارك غونزاليس
- ليزل هوبر
- غاري هوكينغ
- فاطمة مير